# Kocher (fiume)
Il Kocher (pronuncia tedesca [ˈkʰɔxɐ] ) è un fiume che scorre nell'est e nord del Baden-Württemberg, in Germania. È il secondo per portata degli affluenti del Neckar e sfocia in questo a nord di Heilbronn sulla riva destra, proveniendo da est. È lungo circa 169 km; il suo bacino è di circa 1960 km².

## Geografia

### Sorgente

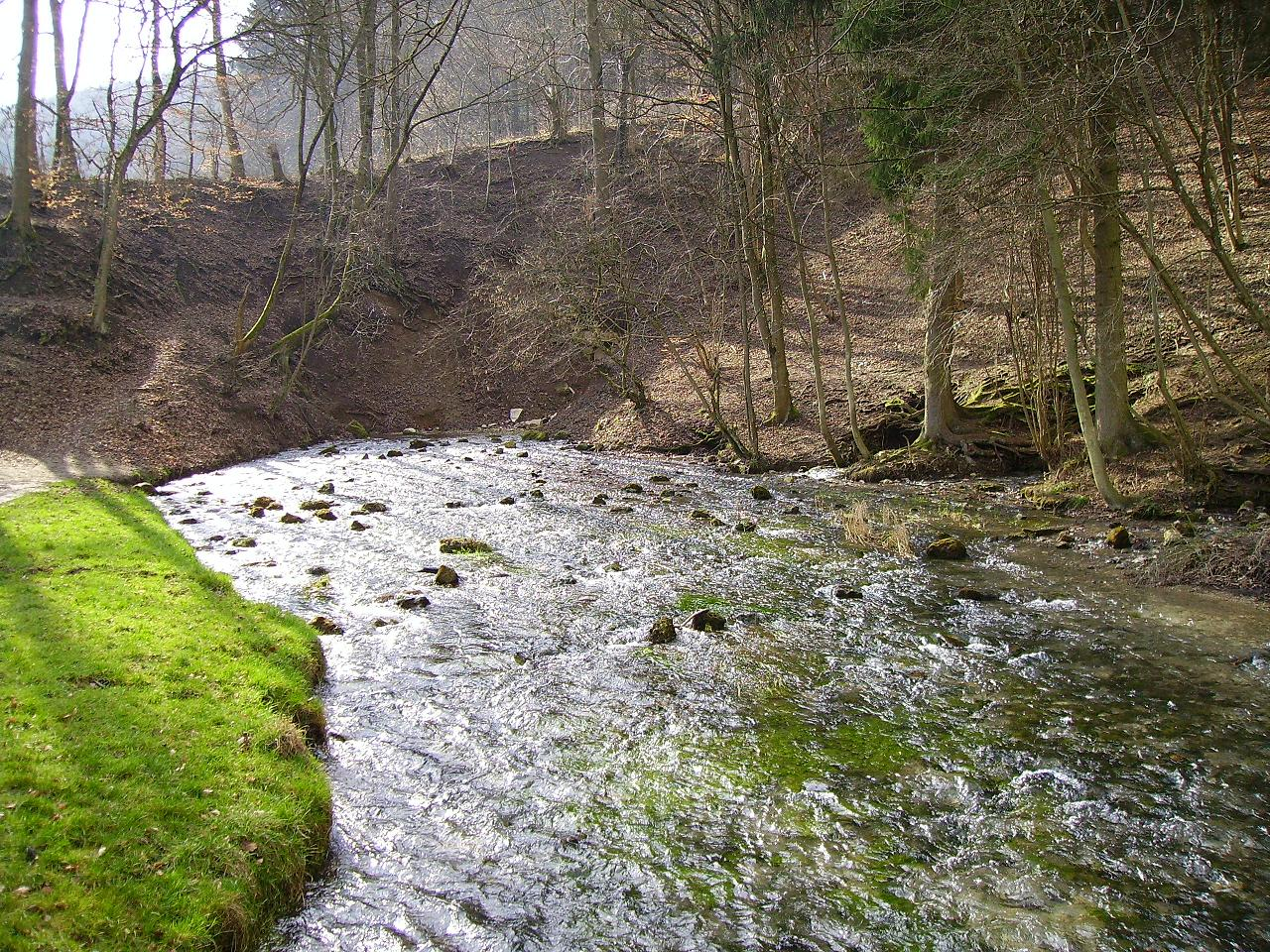
Sorgente del Kocher

Il fiume nasce nel Baden-Württemberg nelle Alpi sveve da più risorgive. A sud del comune di Oberkochen sgorga il Kocher Nero e poco a est di Unterkochen, il Kocher Bianco, i due fiumi si uniscono a formare il Kocher.
Il ramo più lungo, da cui prende il nome di Kocher, è il Kocher nero, che circa 1 km a sud di Oberkochen sul versante occidentale, sbocca con una portata tra i 50 e i 4000 L/s. Esso drena ampie parti del quasi completamente imboschito Albuch. Altri affluenti locali sono il Kocher Rosso, un torrente breve (lungo solo 150 m) e oggi completamente incanalato e che è alimentato dalle sorgenti in un laghetto di Oberkochen, il Katzenbach e il Langertbach, proveniente da una valle laterale. Il secondo più importante affluente è il Kocher Bianco, le cui sorgenti si trovano in due piccole valli laterali a est di Unterkochen, e che drena circa 20 chilometri quadrati dello Härtsfeld (un altopiano delle Alpi sveve) e si unisce ancora in Unterkochen con il Kocher Nero.
Accanto a queste sorgenti nominali bisogna menzionare come sorgente principale in base a criteri idrografici la Lein, poiché essa al suo sfocio ha una portata superiore (3,6 m³/s contro 3,4 m³/s).

### Corso

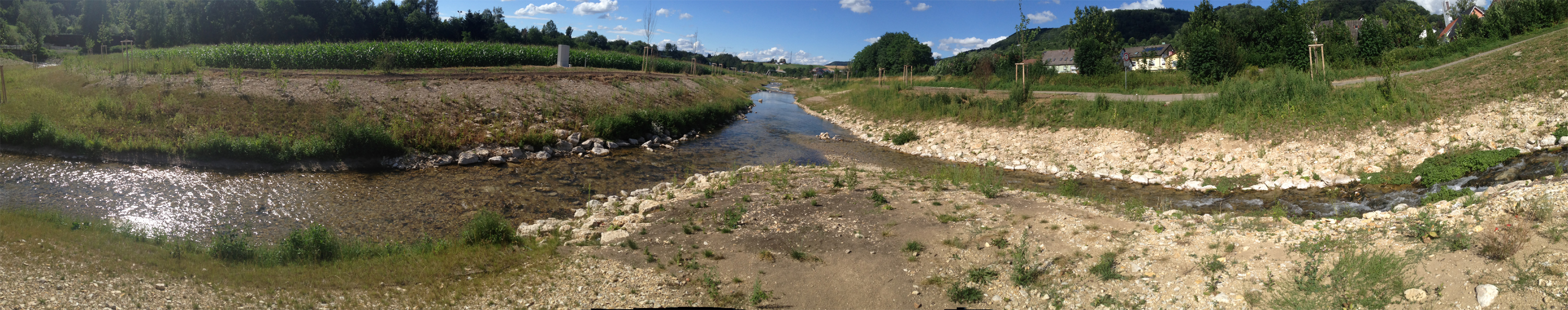
Confluenza del Kocher Nero (sinistra) con il Kocher Bianco (destra) a Unterkochen

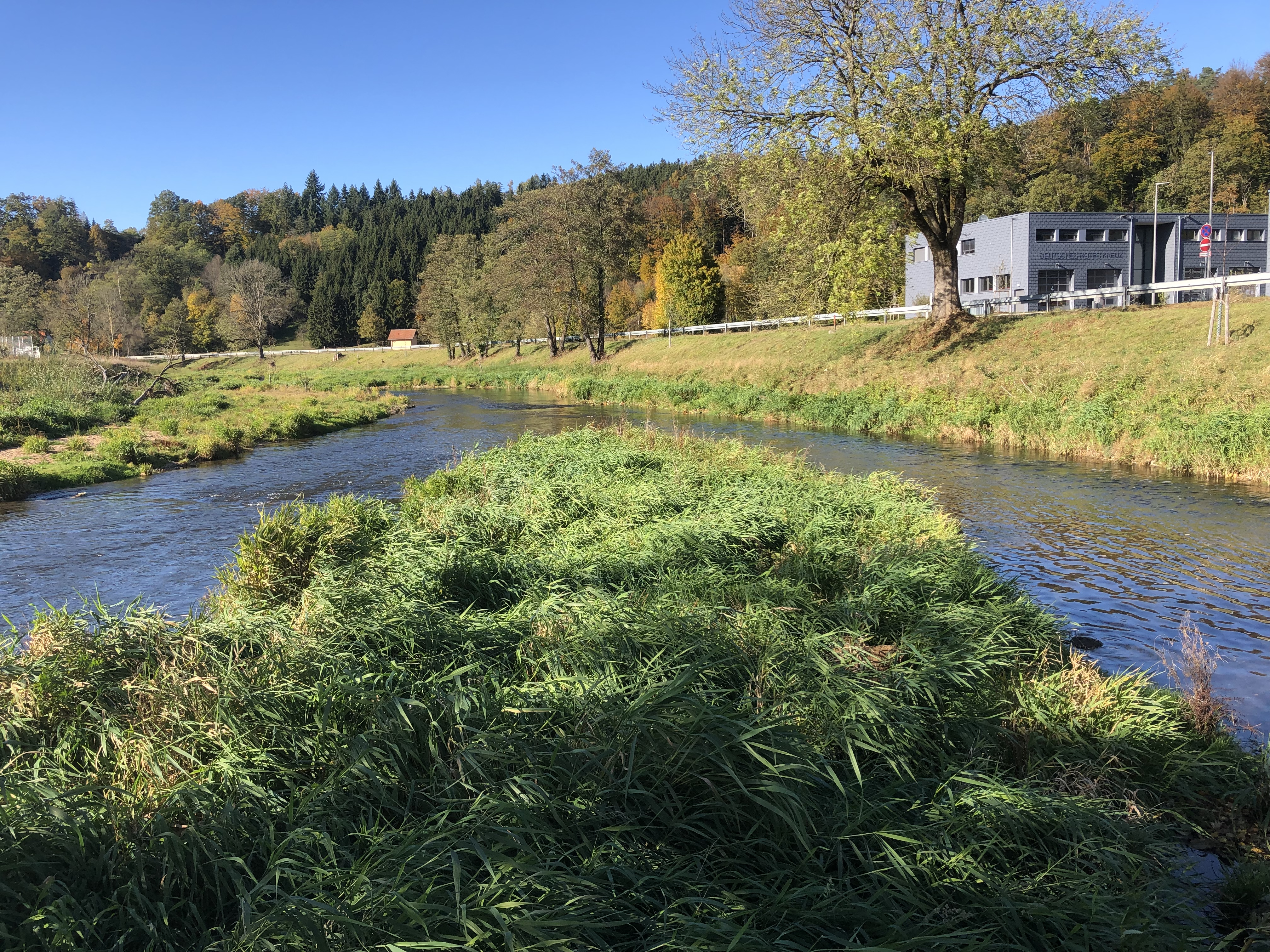
Sfocio del Lein (da sinistra) nel Kocher ad Abtsgmünd

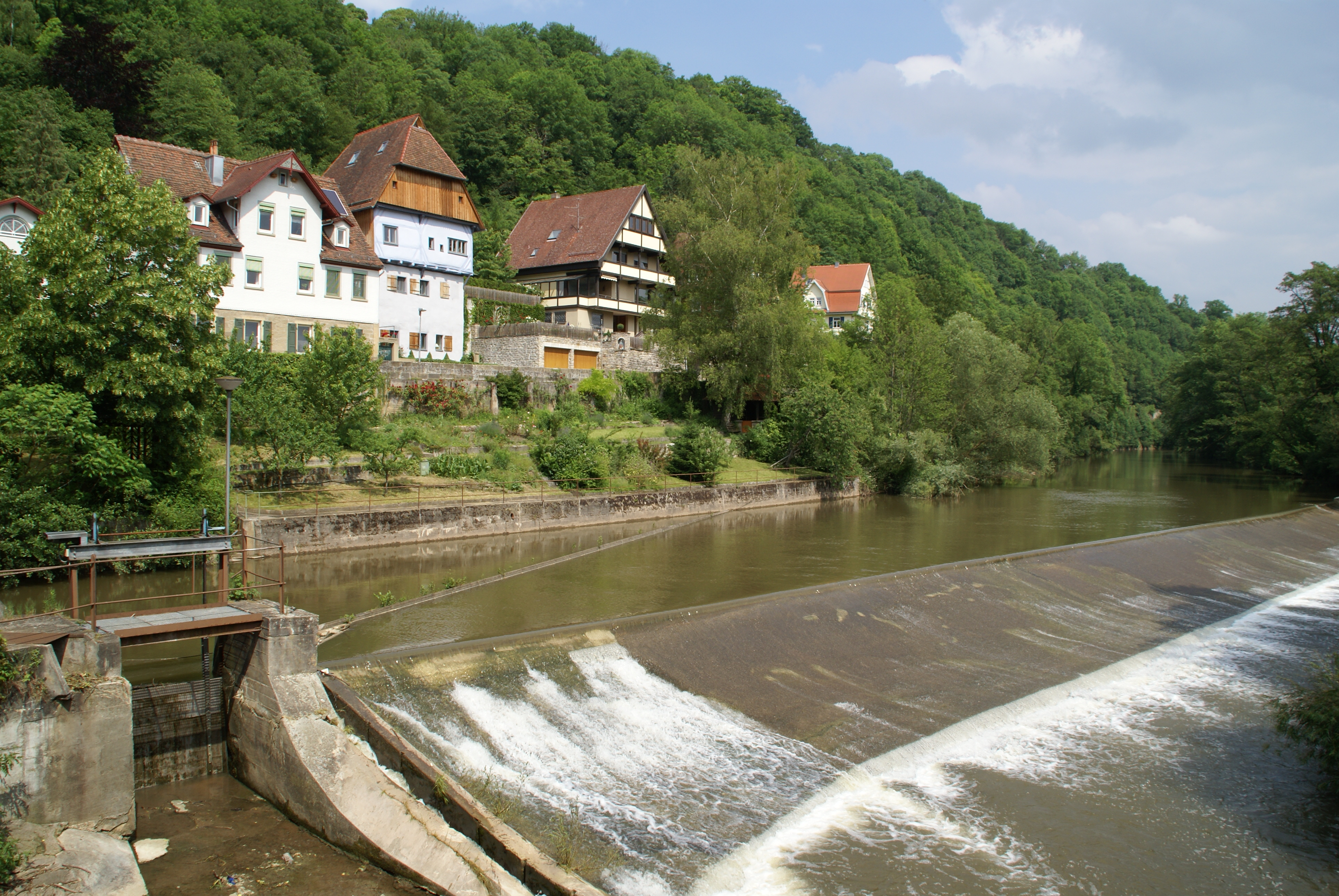
Kocher-Stauwehr presso Schwäbisch Hall

Tra Unterkochen e Aalen il Kocher lascia l'area montuosa e scorre per il successivo tratto di circa 10 km verso nord attraverso i collinosi paesaggi dell'area pianeggiante Goldshöfer fin dopo Hüttlingen. Qui devia improvvisamente verso ovest e raggiunge Abtsgmünd, dove confluiscono in esso dalla riva sinistra il Lein e poco dopo da quella destra il Blinde Rot. Di là si svolge attraverso meandri a Keuper, raggiunge Untergröningen, si volge sempre più verso Nord, riceve a Sulzbach-Laufen dalla destra l'Eisbach e poco prima di Gaildorf alla sinistra il Rot di Fichtenberg. Il percorso segue poi verso nord, lasciando presso Westheim la Keuperbergland dopo l'inizio del confluente Bibers e inizia i suoi meandri nel Muschelkalk (un tipo di roccia sedimentaria).
Raggiunge Schwäbisch Hall, volta verso Untermünkheim per un breve tratto fino a Geislingen am Kocher da nord verso nordest (in tedesco Kochereck, "angolo del Kocher") vira quindi verso l'affluente del Bühler fino a Künzelsau-Kocherstetten nuovamente nella vecchia direzione nord. Là devia con un'ampia curva lentamente verso ovest e quindi verso sudovest fin quasi a Öhringen-Ohrnberg, oltrepassa prima Künzelsau e riceve in questo tratto i grossi affluenti alla sua riva sinistra: il Kupfer presso Forchtenberg, il Sall presso Sindringen, e presso Ohrnberg infine l'Ohrn. Per il suo corso rimanente il fiume si dirige verso ovest, passa Neuenstadt am Kocher, dove riceve alla riva sinistra le acque del Brettach per sfociare infine nel Neckar presso Bad Friedrichshall-Kochendorf.
Per un lungo tratto del suo corso accompagna lo Jagst, per cui solo pochi affluenti lo raggiungono in quel tratto. 

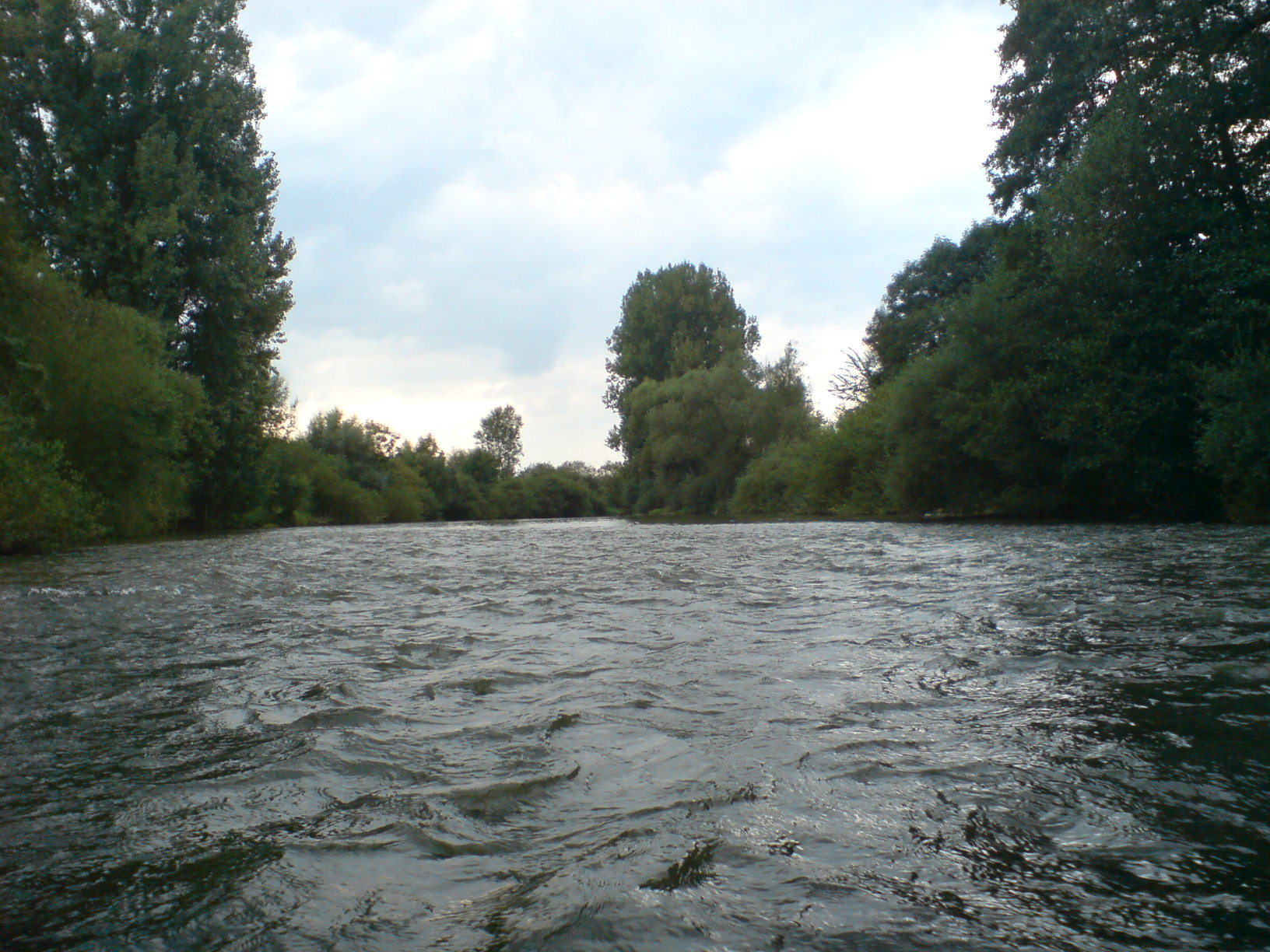
Il Kocher tra Stein und Oedheim
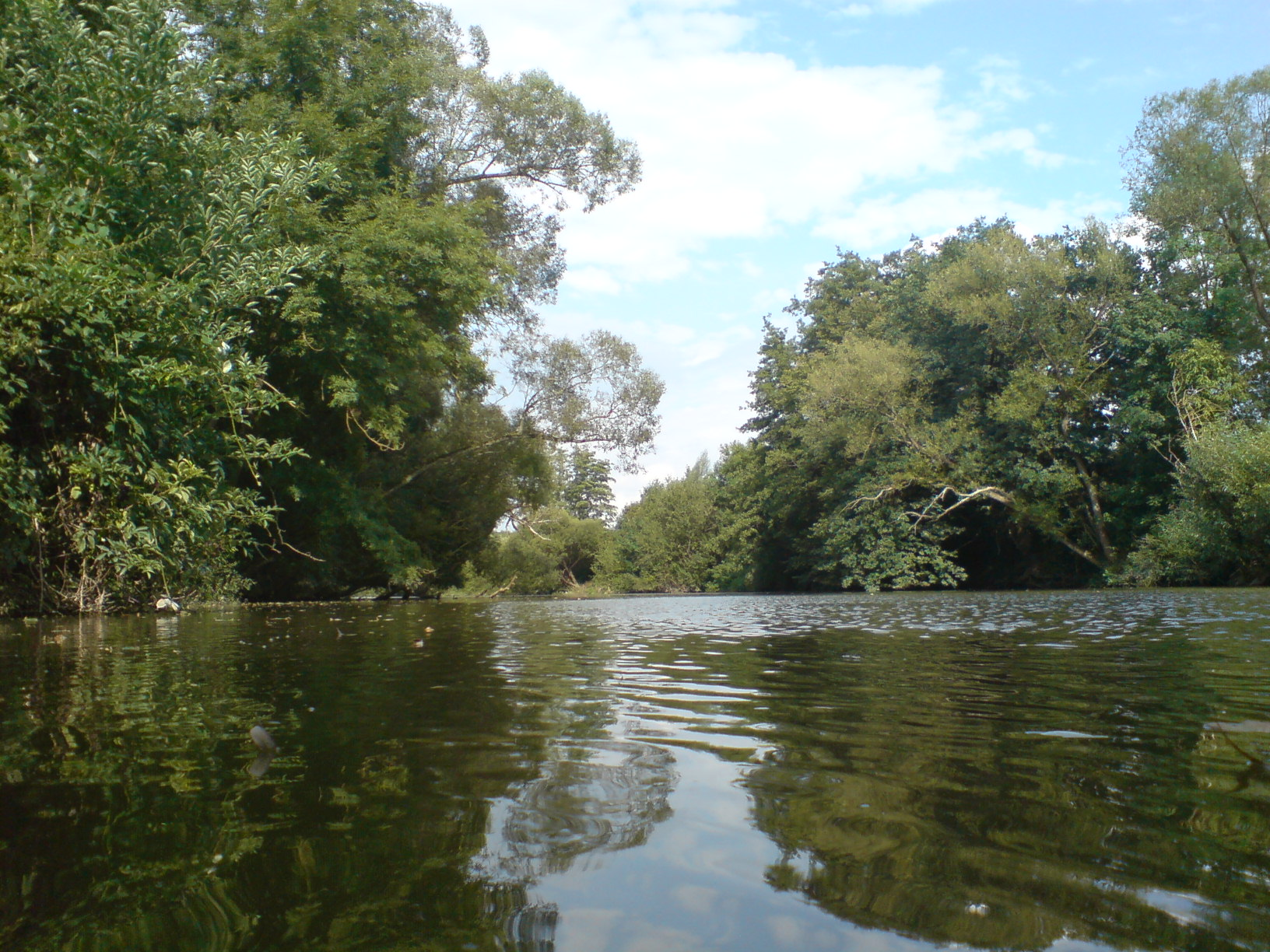
Il fiume ristagnante dal Oedheimer Wehr
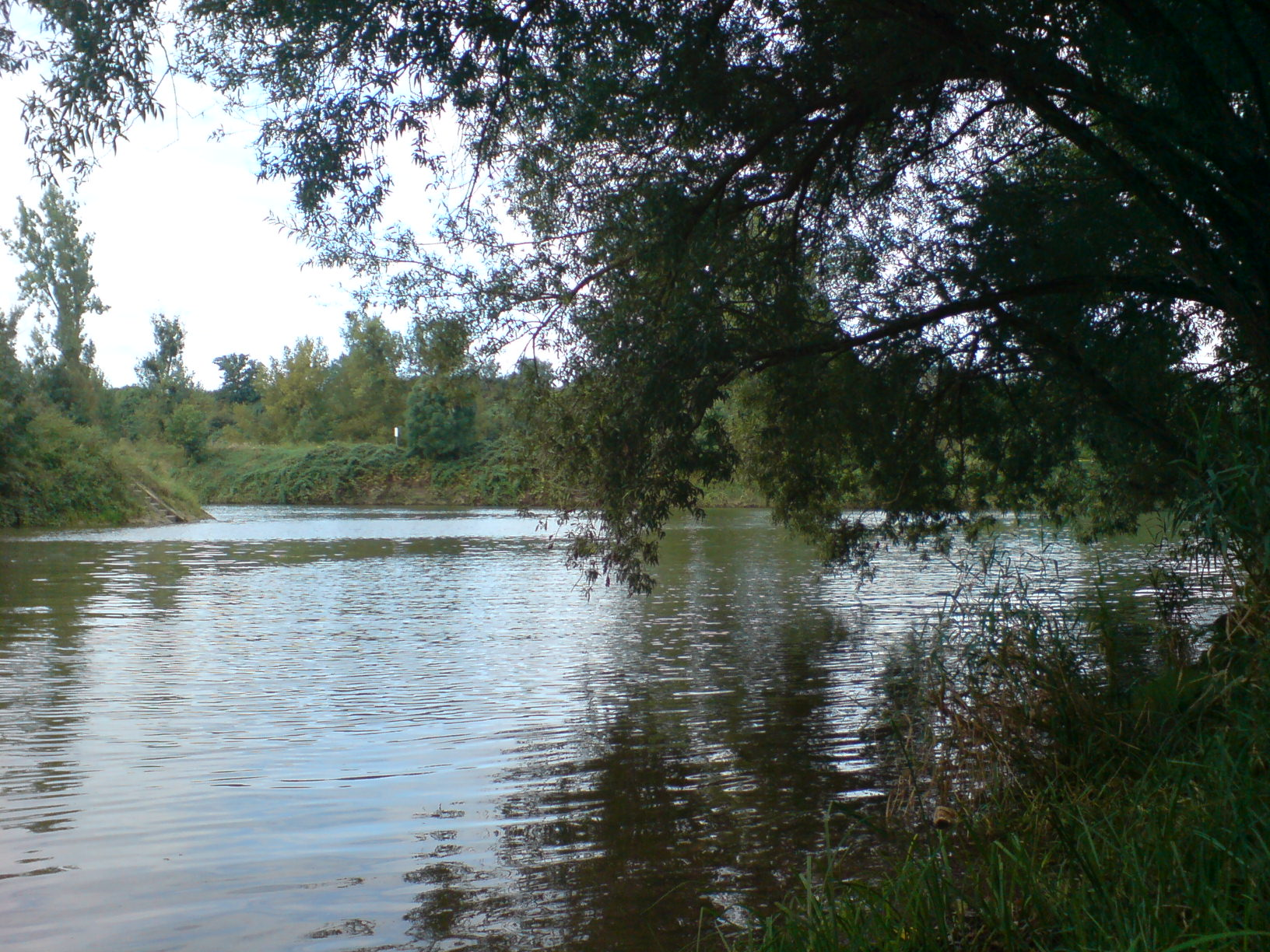
Sfocio nel Neckarkanal

### Affluenti

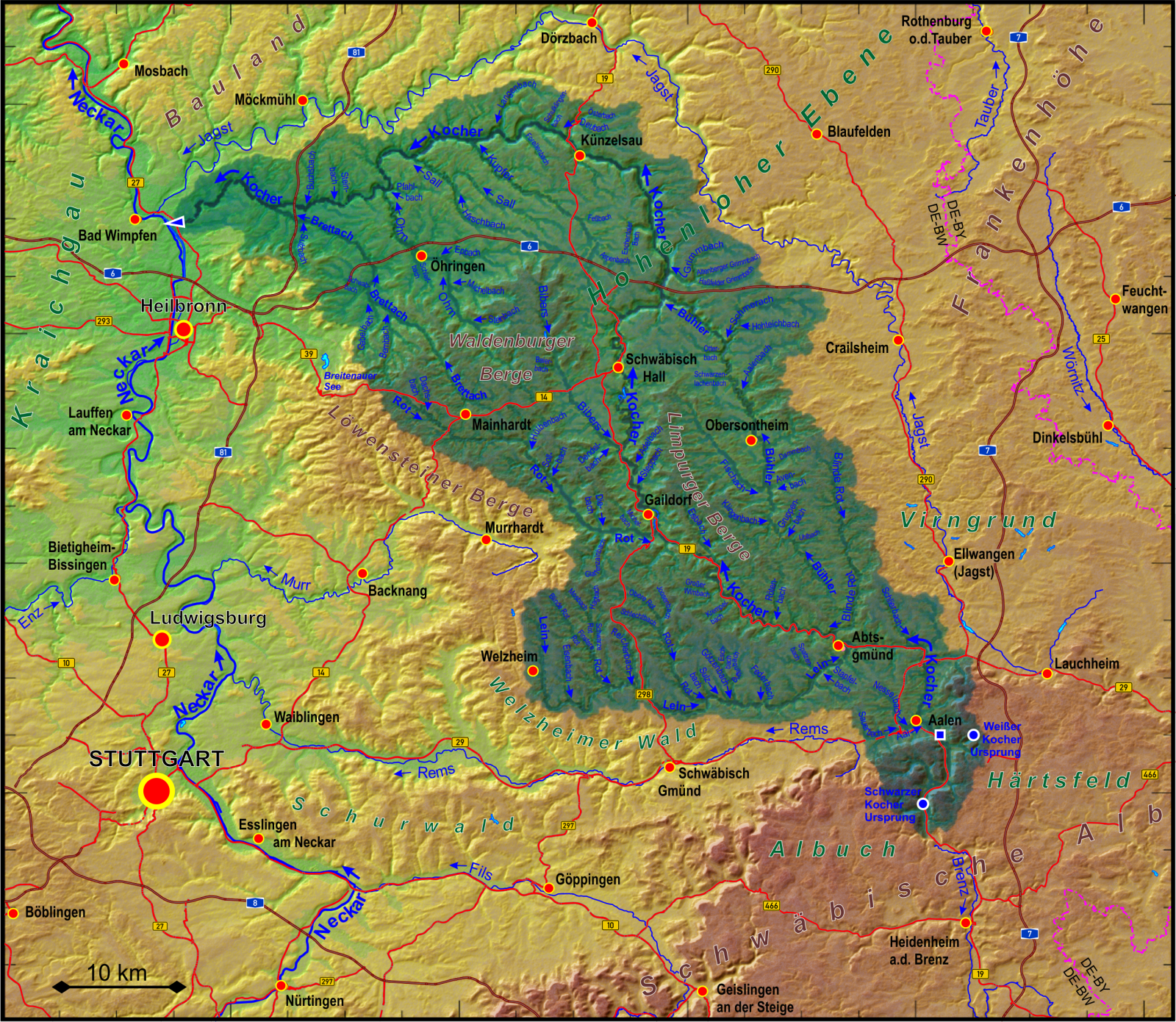
Bacino del Kocher

Lungo 168,6 km, il Kocher ha un bacino idrografico di 1958,364 km² e dieci affluenti di lunghezza superiore ai 10 km, cioè:
- il Lein, lungo 57 km,
- il Blinde Rot, lungo 28 km,
- il Rot, lungo 37 km,
- il Bibers, lungo 21 km,
- il Bühler, lungo 49 km,
- il Grimmbach, lungo 11 km,
- il Kupfer, lungo 26 km,
- il Sall, lungo 21 km,
- l'Ohrn, lungo 33 km e
- il Brettach, lungo 42 km.

Di questi confluiscono alla riva destra del Kocher solo il Blinde Rot, il Bühler e il Grimmbach. Da notare la notevole lunghezza del suo affluente Lein (nel punto di confluenza dei due fiumi il Lein è lungo più del doppio del Kocher). Contando la fonte come quella del sistema fluviale, il Kocher raggiunge una lunghezza massima di 201 chilometri, più di ogni altro affluente del Neckar.

## Geologia
La sorgenti del Kochers nelle Alpi sveve si trovano nel Giura Bianco, e nella prima parte del percorso del fiume questo passa per alcune delle parti più profonda del giurassico.
Alla curva della valle verso ovest presso Hüttlingen il fiume passa per sedimenti del Keuper, e circa a partire da Sulzbach-Laufen nel Keuper di gesso (Grabfeld-Formation). Presso Gaildorf raggiunge il Muschelkalk, che abbandona solo brevemente prima di Westheim nei pressi del Neckar-Jagst-Furche e nel quale percorre quasi l'intero corso rimanente, con eccezione di due tratti: uno tra Ingelfingen e Niedernhall e brevemente nella valle del Buntsandstein.

## Corso e piene

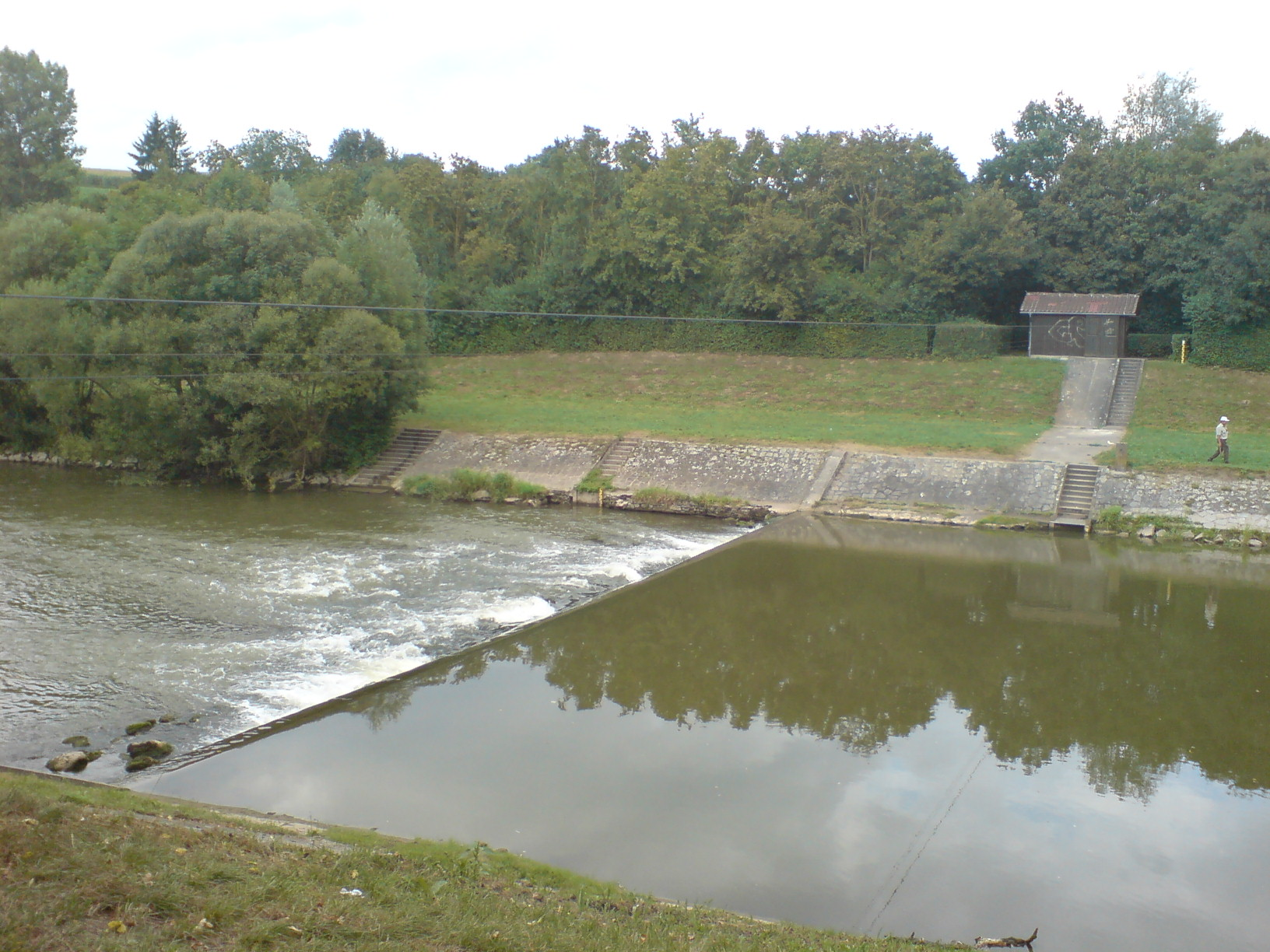
Il Kocher all'idrometro, dieci chilometri prima dello sfocio

Il Kocher è, misurato durante il corso dell'intero anno, il secondo affluente del Necker per portata (dopo l'Enz, che proviene dalla piovosa Foresta Nera e ha una portata elevata). Esso supera il fiume adiacente Jagst, la cui portata è più bassa.

## Natura e ambiente

### Qualità dell'acqua
La qualità dell'acqua per quasi l'intero corso appartiene alla classe II, con qualche differenza solo nel corso superiore. Dalla sorgente del Kocher Nero in giù il fiume è perfino migliore (classe I-II), da Unterkochen esso cambia poco per qualche industria e le relative immissioni sono poco inquinanti (classe II) e ancora da Aalen in su criticamente inquinanti (dal Kocherknie in Hüttlingen il Kocher raggiunge ls sua abituale classe II). Il Lein e i piccoli affluenti ancora prima di Gaildorf alimentano il tratto successivo in gran parte poco inquinato.
I successivi affluenti fino in giù allo sfocio portano quasi tutti acque poco inquinate, tranne l'Ohrn.
Il frequente colore marrone delle acque del Kochers non deriva da cattiva qualità delle acque, bensì è dovuto al trascinamento di fango.

### Biosfera

#### Flora

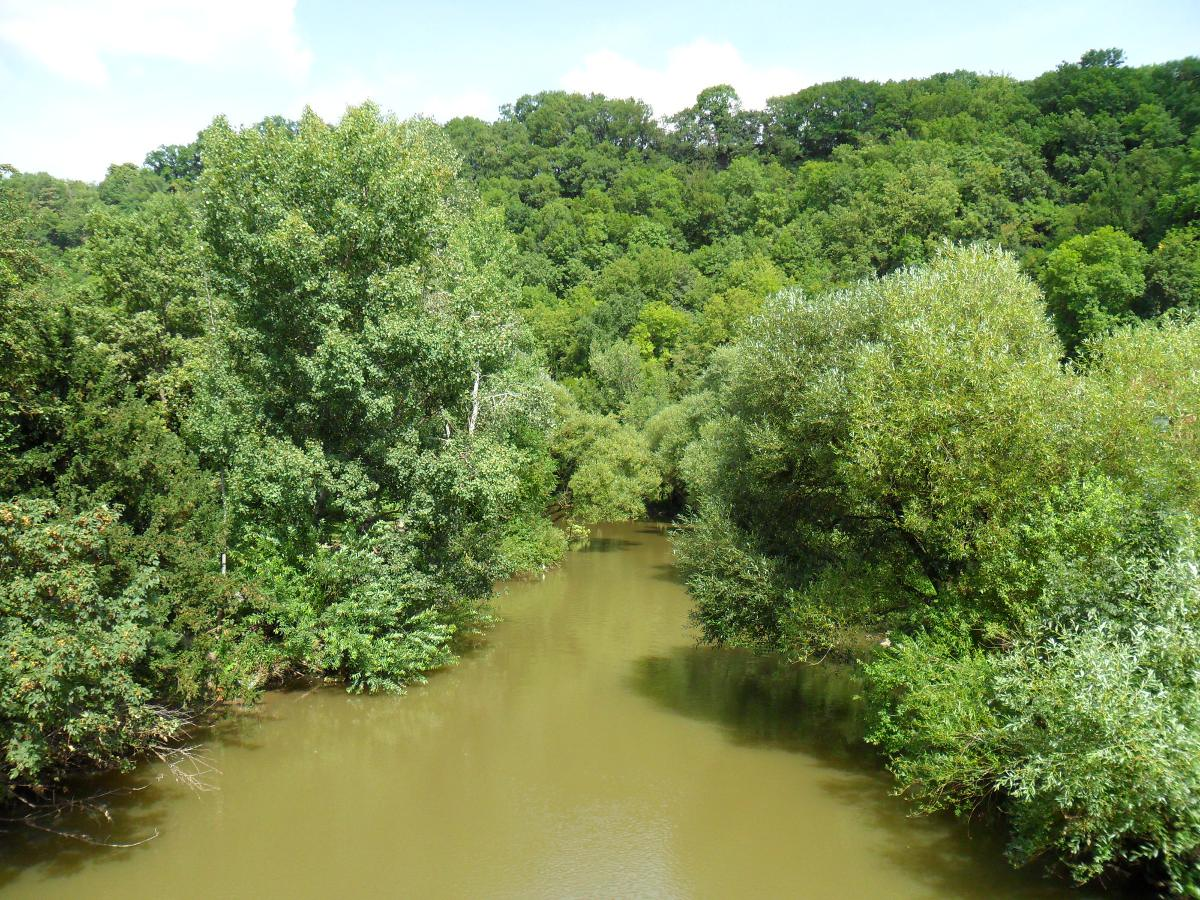
Boscosità intorno al Kocher presso Schwäbisch Hall-Steinbach

Sul corso superiore del Kochers i versanti delle valli sono in gran parte boscosi. 
Il faggio è l'albero dominante. In questi boschi cresce tra gli altri la celefantera rossa. Spesso si trovano solo germogli senza fiori. Le pianure non boscose sono spesso, quando non sfruttate economicamente, coperte da ginepri.

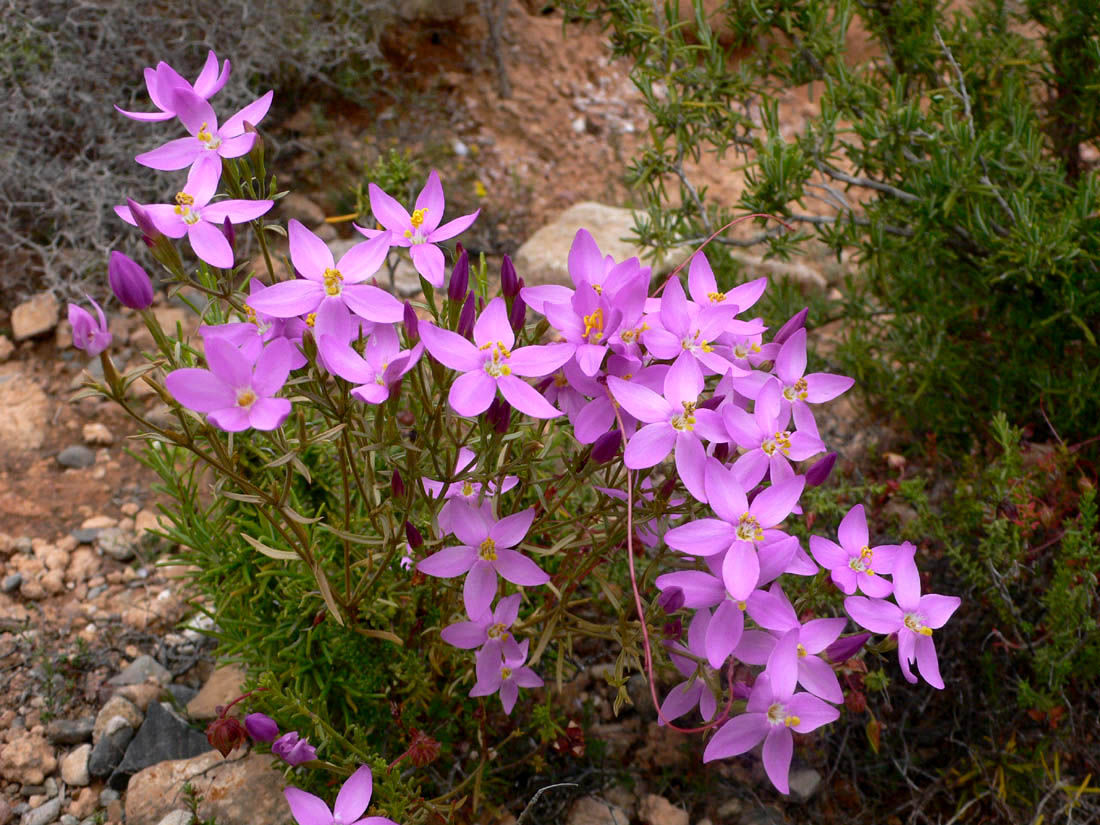
Centaurea

Vi si trovano piante quali la carlina bianca, la centaurea, il garofanino dei Certosini e la pulsatilla vulgaris. Solo ancora isolata si presenta la liliagine.
Nel centro della valle del Kocher, su un umido versante nord, cresce la dentaria a nove foglie. Queste e poche altre presenze di questo tipo si trovano in valli laterali non lontane nel Baden-Württemberg. Entrambe le località sono zone di protezione naturale, tuttavia una delle due presenze è stata distrutta a causa di un dissodamento su vasta scala. 
Un'altra rarità è la Fritillaria meleagris, le cui presenze in poche località sono in continuo calo. Il giglio martagone fiorisce da fine maggio a metà giugno. 

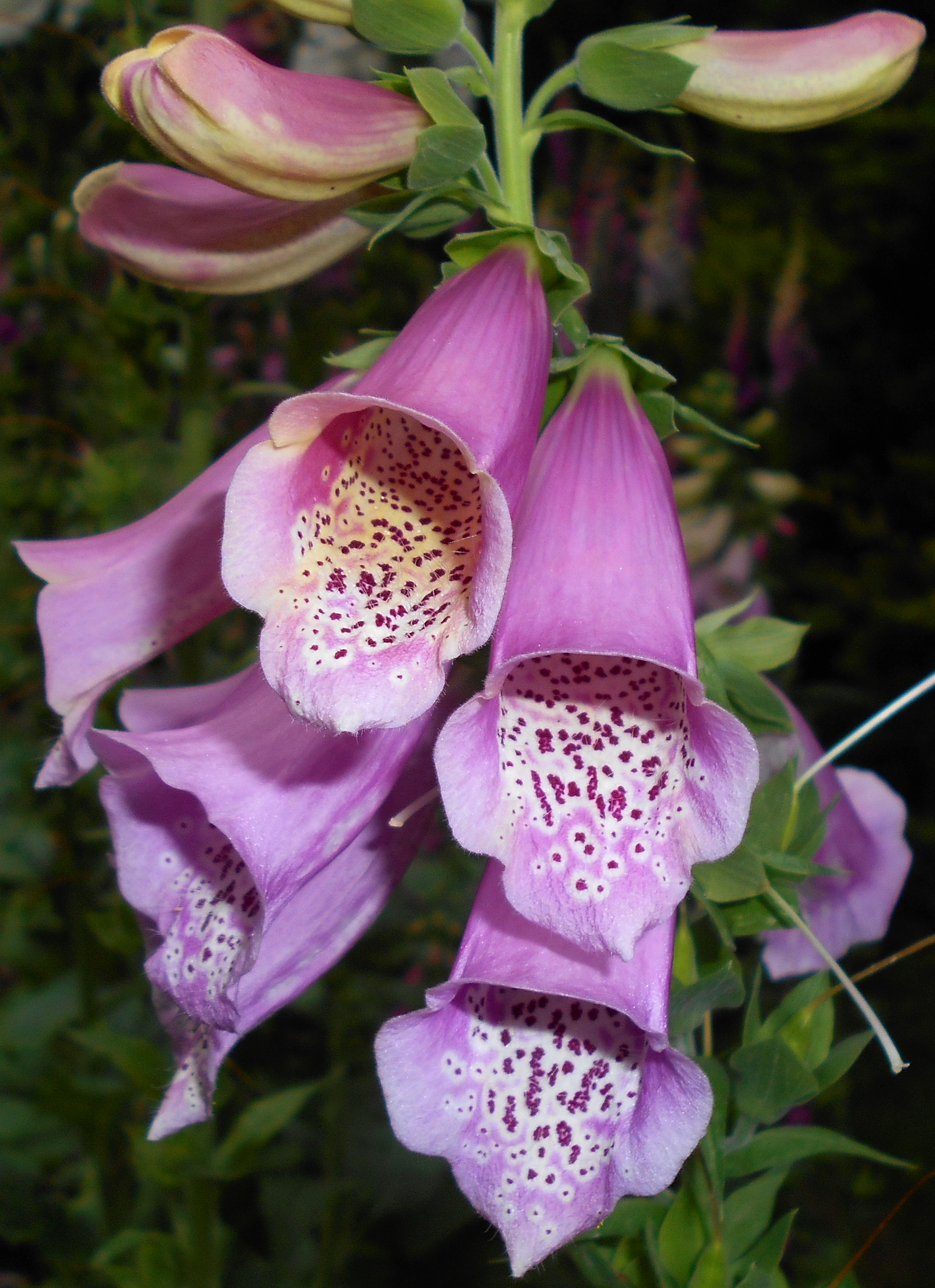
Fiori di digitale rossa

Nelle zone soleggiate del bosco si trova la velenosa digitale rossa.
Per lo più lungo il Bäche, affluente del Kocher, crescono le due Chrysosplenium alternifolium e Chrysosplenium oppositifolium.

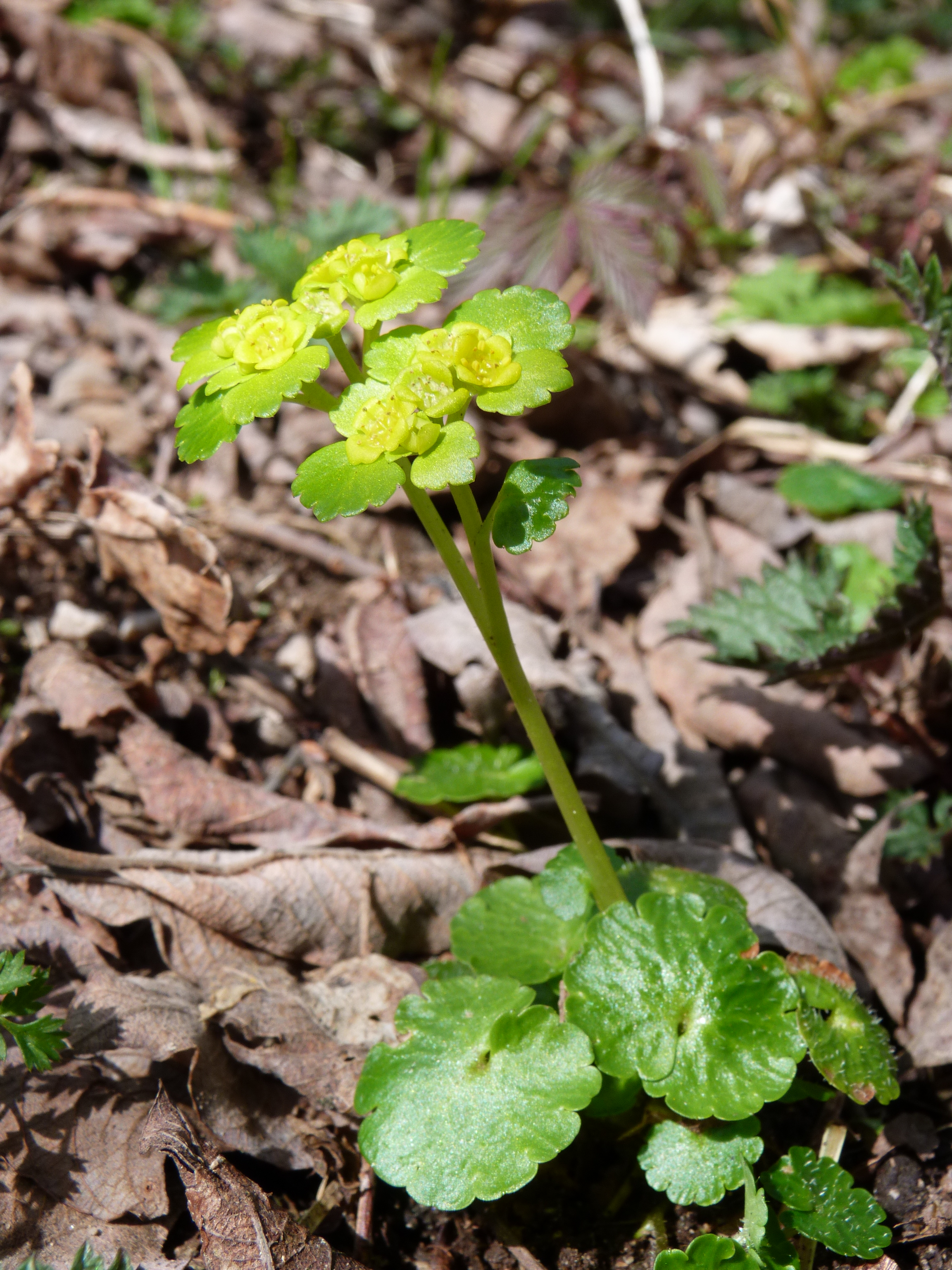
Chrysosplenium alternifolium

#### Fauna
La fauna lungo il Kocher non si differenzia di molto da quella delle valli vicine. Lungo le rive nidifica il martin pescatore tra Westheim e Braunsbach. In inverno si possono osservare grosse colonie di cormorani presso Schwäbisch Hall. In prati umidi lungo il Kocher nidificano anche rare pavoncelle.
Il gufo reale e il falco pellegrino sono purtroppo scomparsi dalla valle del Kocher. 
Il capriolo, la lepre europea, la volpe rossa e il tasso sono i mammiferi più frequenti nella valle del Kocher. In tempi più recenti, è immigrato il castoro, nel 2016 nella zona della città di Schwäbisch Hall, verso valle fino a Bühlermündung.
Sul Kocher si trova anche una quantità di libellule locali. Oltre alla Calopteryx virgo, la Calopteryx splendens, la libellula imperatore, si trova tra gli altri l'Orthetrum, che caccia sulla superficie a pelo d'acqua del fiume.  Negli ultimi anni sono state viste anche le Crocothemis erythraea e le Onychogomphus forcipatus.
Ulteriori indicatori del riscaldamento globale dello scorso secolo sono le frequenti reti estive di ragni-vespa, le api del legno e le sfingi del galio, nei luoghi circostanti.
La valle del Kocher ospita una gran quantità di farfalle locali. Oltre alle primaverili aurore si trovano soprattutto le vanesse occhio di pavone, la galatea, la panfila e l'argo azzurro. Non così frequentemente si trovano la Coenonympha arcania, il White admiral e la megera. Nel fogliame e nei giorni di luce estiva nella parte superiore della valle del fiume si trovano la Pararge aegeria e la falena dell'edera, frequenti abitatori delle piante in fiore.
Sui versanti soleggiati e sugli ampi altopiani sulla valle vivono anfibi quali la rana alpina, rospi comuni e tritoni alpestri. Nei vicini luoghi umidi e freddi si trovano salamandre pezzate, lucertole degli arbusti. Si incontrano inoltre molto spesso orbettini. Si vedono meno invece lucertole vivipare.
Per quanto riguarda i pesci (relativa frequenza in percentuale) si trovano lungo il Kocher: gobioni (21,6 %), rutili (21,6 %), cavedani (19,4 %), alburni (13,5 %), alborelle di fiume (8,3 %), leucischi (2,4 %), barbi (2,4 %), pesci persico (2,2 %), Acheilognathinae (1,6 %), anguille, nasi, spinarelli, breme, lucci, sanguinorele europee, carpe di Prussia, siluri, scazzoni, blicche, pseudorasbore, tinche, scardole, carpe, acerine e sandre.